# Серро-Негро

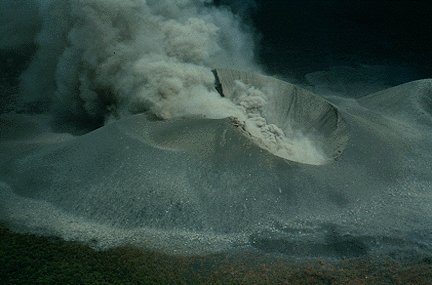
Виверження вулкана в 1948

Се́рро-Не́гро (ісп. Cerro Negro) — вулкан, розташований у департаменті Леон, Нікарагуа.
Згідно з даними Глобальної програми вулканізму, висота вулкана становить 728 м, а останнє виверження відбулося 1999 року.